# Kheira Hamraoui
Kheira Hamraoui (Croix, 13 januari 1990) is een voetbalspeelster uit Frankrijk.
In 2008 begon ze bij Saint-Étienne in de Franse FD1, waar ze vier seizoenen voor uitkwam.
Anno 2021 speelt ze voor Paris Saint-Germain, waar ze in 2012 ook al vier seizoenen voor uitkwam.
Hamraoui won drie maal de Champions League, en verloor daarnaast nog tweemaal de finale. Ook won ze eenmaal het Spaans kampioenschap, en tweemaal het Frans kampioenschap.
In het Franse bekertoernooi won ze tweemaal, en in Spanje won ze de Copa de la Reina, de Suprecopa Fememina en de Copa Catalunya Femenina.

## Statistieken
| Seizoen | Club               | Land      | Competitie | Wedstrijden | Doelpunten |
| ------- | ------------------ | --------- | ---------- | ----------- | ---------- |
| 2008/09 | Saint-Étienne      | Frankrijk | FD1        | ?           | 10         |
| 2009/10 | Saint-Étienne      | Frankrijk | FD1        | 21          | 8          |
| 2010/11 | Saint-Étienne      | Frankrijk | FD1        | 16          | 9          |
| 2011/12 | Saint-Étienne      | Frankrijk | FD1        | 20          | 3          |
| 2012/13 | PSG                | Frankrijk | FD1        | 19          | 6          |
| 2013/14 | PSG                | Frankrijk | FD1        | 17          | 1          |
| 2014/15 | PSG                | Frankrijk | FD1        | 19          | 2          |
| 2015/16 | PSG                | Frankrijk | FD1        | 12          | 1          |
| 2016/17 | Olympique Lyonnais | Frankrijk | FD1        | 9           | 0          |
| 2017/18 | Olympique Lyonnais | Frankrijk | FD1        | 19          | 7          |
| 2018/19 | Barcelona          | Spanje    | PDF        | 24          | 1          |
| 2019/20 | Barcelona          | Spanje    | PDF        | 17          | 2          |
| 2020/21 | Barcelona          | Spanje    | PDF        | 25          | 3          |
| 2021/22 | PSG                | Frankrijk | FD1        | 6           | 0          |
| Totaal  | Totaal             | Totaal    | Totaal     | 224         | 53         |

Laatste update: sep 2021

## Interlands
Hamraoui speelde in oktober 2012 haar eerste wedstrijd voor Les Bleues tegen Engeland. Eind 2021 had ze er 36 caps op zitten.
In 2015 was Hamraoui kwartfinalist op het WK.
In 2016 speelde Hamraoui met Frankrijk op de Olympische Zomerspelen van Rio de Janeiro, waar ze als zesde eindigde.

## Privé
In de nacht van 4 op 5 november 2021 kwam Hamraoui in het nieuws, omdat ze in Parijs uit de auto werd gesleurd, en door twee gemaskerde mannen met een ijzeren staaf werd mishandeld.